# عبد الله الخميس
عبد الله الخميس (مواليد 6 فبراير 1995) هو لاعب كرة قدم سعودي يلعب في نادي الهدى.

## مسيرة اللاعب
لعب في نادي العدالة ونادي الساحل ونادي النعيرية ونادي الأنصار ونادي السد ونادي الهدى.

## وصلات خارجية
- عبد الله الخميس على موقع Soccerway.com (الإنجليزية)